# مدرسة الملك فهد الإسلامية (أستراليا)
مدرسة الملك فهد الإسلامية (بالإنجليزية: Malek Fahd Islamic School)‏، هي مدرسة إسلامية مستقلة مشتركة ابتدائية وثانوية، في Greenacre، نيو ساوث ويلز بالحرم الجامعية الأصغر في ضاحية (Hoxton Park) وضاحية (Beaumont Hills). وهي المدرسة الإسلامية الأكبر في أستراليا، تهتم هذه المدرسة بـ(2,444) طالبا من روضة الأطفال إلى عمر 12 سنة عبر ثلاثة حرم جامعية.

## التاريخ
مدرسة الملك فهد الإسلامية افتتحت في أكتوبر/تشرين الأول 1989 بحرم جامعي واحد في (Greenacre). تم شراء الأرض للمدرسة بـ(12) مليون دولار كهدية من الملك فهد عاهل السعودية. المدرسة بدأت بـ(87) طالبا من روضة الأطفال إلى عمر 3 سنوات لكن تطورت لتشمتل على 2000 طالب في 2013. في أبريل/نيسان 2011 أسست المدرسة حرمين جامعيين في ضاحية (Hoxton Park) وضاحية (Beaumont Hills) وكلا الحرمين يهتم بالطلاب في المدارس الابتدائية المبكرة.
في يونيو/حزيران 2013 لوحة المدرسة، ترأّس من قبل توم Alegounarias، عيّن مدير المدرسة الأول المسيحي، الدّكتور راي باريت.

## الحرم الجامعي

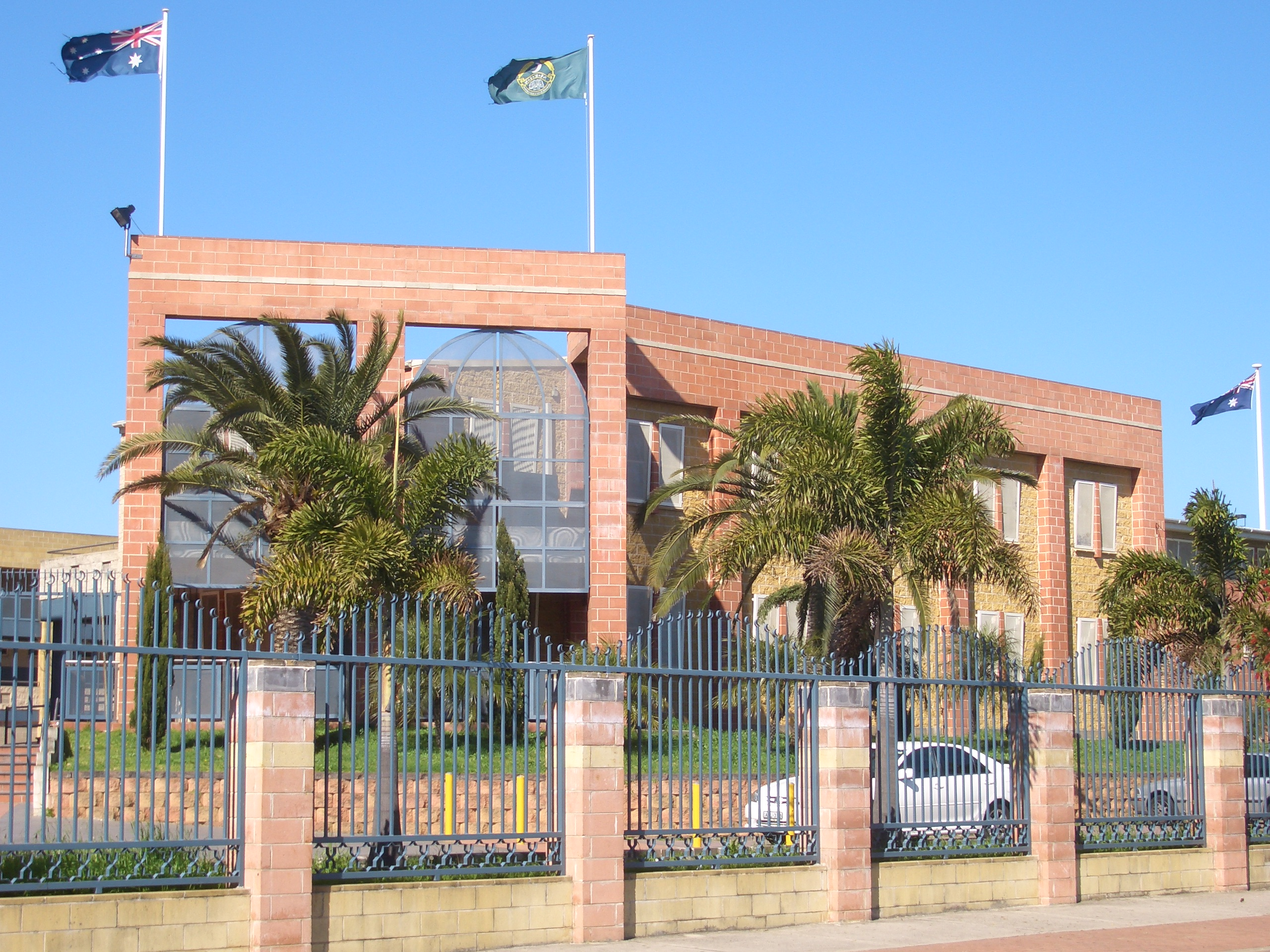
حرم غريناكري

الحرم الجامعي الرئيسي في غريناكري يحتوي على (700) طالب في المرحلة الابتدائية (من عمر الروضة إلى ست سنوات), و(900) طالب في المرحلة الثانوية (من عمر 7 سنوات إلى 12 سنة). حرم ضاحية (هوكستون بارك) افتتح في نيسان عام 2011 ميلادية بـ(8) طلاب ومعلم واحد. في عام 2013 لم يسجل في الحرم الجامعي أي طالب من عمر روضة الأطفال إلى سنة 4  للحرم الجامعي بناية حديثة تهتم بالطلاب من ضاحية هوكستون، ليفربول، Lurnea، Hinchinbrook وPrestons.
لدى المدرسة أيضا حرم جامعي في  Beaumont Hills، أفتتح في نيسان 2011، للأطفال في روضة الأطفال، بدأ الحرم الجامعي بـ (31) طالبا لكن تطور ليسجل أكثر من 200 طالب في عام 2012 من روضة الأطفال إلى سنة 6  في 2014 المدرسة توسعت لتضمين السنة السابعة يستقبل الحرم الجامعي الطلاب من Beaumont Hills, Kellyville, Castle Hill, The Ponds, Blacktown, Seven Hills, Rooty Hill and Mt Druitt.

## المناهج
التعليم في مدرسة الملك فهد الإسلامية طبقا للائحة إن إس دبليو للدراسات ومتطلبات المناهج الدراسية. علاوة على ذلك، الطلاب مطالبون بدراسة منهج التعليم الدراسي الديني في كافة مراحل تدريسهم. تقدم المدرسة منهج تعليم اللغة العربية أيضا في كافة مراحل التدريس ويمكن للطلاب أن يكملوا دراستهم العليا باللغة العربية.
تعرض المدرسة أيضا عددا من النشاطات المنهجية الرياضية والإضافية  بالتضامن مع المدارس الأخرى والمنظمات المحلية.